# Любимов, Николай Викторович
Николай Викторович Любимов (род. 21 ноября 1971, Калуга, РСФСР, СССР) — российский государственный и политический деятель. Член Совета Федерации Федерального Собрания Российской Федерации от Рязанской области (сентябрь 2022 — 11 декабря 2024).
Губернатор Рязанской области с 18 сентября 2017 по 10 мая 2022 (врио 14 февраля — 18 сентября 2017). Член Высшего совета политической партии «Единая Россия» с 8 декабря 2018. Секретарь Рязанского регионального отделения политической партии «Единая Россия» с 2020 года. Депутат Государственной думы Российской Федерации VII созыва (18 сентября 2016 — 17 февраля 2017), заместитель Губернатора Калужской области (2011—2015), городской голова Калуги (2007—2010).
Из-за вторжения России на Украину, находится под международными санкциями всех стран Евросоюза и Швейцарии.
12 декабря 2024 года заключён под стражу по подозрению в получении взятки в особо крупном размере.

## Биография
Николай Викторович Любимов родился 21 ноября 1971 года в Калуге. Мама, Валентина Алексеевна, — преподаватель торгово-кулинарного училища № 36.

### Образование
1993 год — исторический факультет Калужского государственного педагогического института им. К. Э. Циолковского по специальности «учитель истории и социально-политических дисциплин» со специализацией «право» с отличием. 2001 год — Московский гуманитарно-экономический институт (Калужский филиал) по специальности «юриспруденция» (заочно).
В том же году прошёл курс повышения квалификации на базе расположенного в Обнинске Франко-Российского института делового администрирования по теме «Стратегия развития Калужской области и развитие эффективной команды для её реализации».

Фото 2016 года

### Трудовая деятельность
1993—1997 годы — начальник научно-исследовательского сектора Калужского государственного педагогического института имени К. Э. Циолковского.
1997—2000 годы — главный специалист правового отдела, затем начальник отдела инвестиций Департамента экономики и промышленности Калужской области.
С 2000 года — руководитель АО «Центральное агентство по регистрации выпусков ценных бумаг» в Калуге.
С января 2003 года — генеральный директор ОАО «Калужская ипотечная корпорация», которое учредило правительство Калужской области, возглавляемое губернатором Анатолием Артамоновым .

#### Политическая карьера
В апреле 2004 года губернатор Калужской области А. А. Артамонов создал в областном правительстве министерство экономического развития. Сначала министром был назначен Максим Акимов, но уже в июне 2004 года ушёл на должность первого заместителя городского головы Калуги, а министром назначили Николая Любимова.
2004—2007 годы — министр экономического развития Калужской области.
С июля 2007 года — временно исполняющий обязанности главы города Калуги (Максим Акимов досрочно сложил полномочия, так как был назначен заместителем губернатора Калужской области).
В октябре 2007 года Любимов был выдвинут партией «Единая Россия» кандидатом на досрочных выборах городского головы Калуги. Выборы состоялись 2 декабря 2007 года, совместно с выборами депутатов в Городскую думу. Любимов набрал большинство голосов и был избран.
2007—2010 годы — Городской Голова Калуги.
Декабрь 2010 — сентябрь 2015 — заместитель Губернатора Калужской области.
Сентябрь 2011 — сентябрь 2015 — заместитель Губернатора Калужской области — руководитель Администрации Губернатора Калужской области.
13 сентября 2015 года на выборах депутатов Законодательного собрания Калужской области VI созыва избран депутатом по партийному списку «Единой России».
24 сентября 2015 года единогласным голосованием депутатов 4 фракций избран Председателем Законодательного собрания Калужской области.

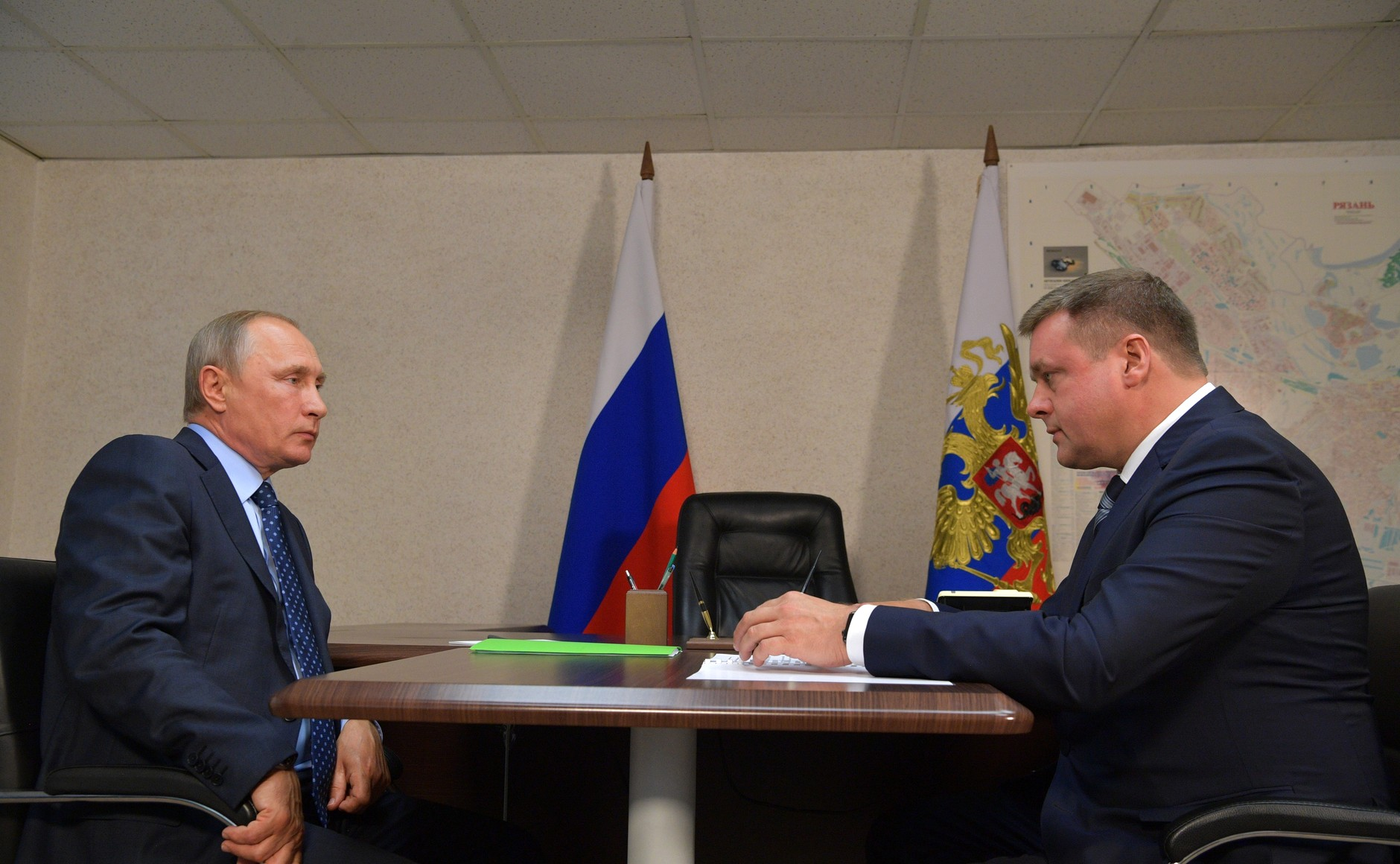
Встреча с Президентом России Владимиром Путиным,
24 августа 2017 года

18 сентября 2016 года избран депутатом Государственной думы Российской Федерации VII созыва по федеральному списку от партии «Единая Россия» (№ 4 в региональной группе № 21, Калужская область, Смоленская область, Тульская область, Брянская область).
23 сентября 2016 года сложил полномочия председателя Законодательного собрания Калужской области в связи с избранием депутатом Государственной думы Федерального собрания Российской Федерации. Полномочия депутата Государственной думы прекращены 17 февраля 2017 года. Мандат передан Наталии Пилюс

#### Глава Рязанской области
14 февраля 2017 года указом Президента России Владимира Путина назначен временно исполняющим обязанности губернатора Рязанской области «до вступления в должность лица, избранного Губернатором Рязанской области».
В Единый день голосования 10 сентября 2017 года одержал победу на выборах губернатора, набрав 80,16 % голосов избирателей.
18 сентября 2017 года вступил в должность Губернатора Рязанской области.
12 октября провёл прямую линию с жителями Рязанской области.
8 декабря 2018 года, на основании решения, принятого делегатами XVIII съезда политической партии «Единая Россия», Николай Любимов был введён в состав Высшего совета партии.
21 декабря 2020 года указом президента России в качестве губернатора Рязанской области включён в состав Госсовета страны.
10 мая 2022 года губернатор решил не переизбираться на новый срок и подал в отставку.

#### Дальнейшая деятельность
После отставки с поста губернатора остался в должности секретаря Рязанского регионального отделения партии «Единая Россия».
С июля 2022 года работал вице-президентом корпорации «Синергия».
22 сентября 2022 года наделён полномочиями сенатора Российской Федерации, представителя в Совета Федерации от исполнительного органа государственной власти Рязанской области. Член комитета Совета Федерации по бюджету и финансовым рынкам. 10 октября 2023 года избран заместителем председателя комитета Совета Федерации по бюджету и финансовым рынкам. 22 ноября 2023 года утверждён первым заместителем председателя комитета Совета Федерации по бюджету и финансовым рынкам. 
11 декабря 2024 года по собственной инициативе сложил полномочия члена Совета Федерации Федерального Собрания.

## Награды
- Почётная грамота Президента Российской Федерации (2021) — за эффективную реализацию государственных задач
- Почётная грамота Совета Федерации Федерального собрания Российской Федерации
- Медаль «За особые заслуги перед Калужской областью» III степени
- Юбилейная медаль Калужской области «В память 70-летия Победы в Великой Отечественной войне» — за большой вклад в патриотическое воспитание подрастающего поколения и увековечение памяти погибших защитников Отечества[23]
- Орден Преподобного Сергия Радонежского III степени (2021)[24]
- наградное оружие - кортик от МЧС РФ (7 февраля 2018)[25]

## Личная жизнь
Супруга — Оксана Владимировна Любимова (род.  1980), окончила Калужский государственный педагогический университет по специальности «учитель иностранных и русского языков». 8 лет работала на Калужском заводе Volvo, где занималась бережливым производством. После избрания мужа губернатором работала в Рязанском региональном центре компетенций в сфере производительности труда, заместителем директора АНО «Агентство развития производственных систем и компетенций» и в АО «Корпорация развития Рязанской области». Уволилась после отставки супруга. С 2022 года работает старшим преподавателем в Высшей школе бизнеса НИУ ВШЭ.
Дочери Алёна (род. 2001) и Валерия (род. 2006).

## Увлечения
В молодости занимался единоборствами: вольной и классической борьбой, потом карате, ушу. Дальше были элементы бодибилдинга и рукопашного боя.
Любимый вид спорта — плавание. Также играл в теннис.
Любит читать. Читал историческую беллетристику. Любит Чехова, Умберто Эко. Любимый писатель — Булгаков.
Любимый политик — Уинстон Черчилль.

## Санкции
16 декабря 2022 года, на фоне вторжения России на Украину, включён в санкционный список Евросоюза, так как «поддерживал и реализовывал действия и политику, которые подрывают территориальную целостность, суверенитет и независимость Украины и еще больше дестабилизируют Украину».
Позже к санкциям присоединилась Швейцария.

## В социальных сетях
В качестве губернатора завёл личную страницу в социальной сети ВКонтакте. Ранее зарегистрировал новый аккаунт в Facebook.

## Уголовное дело
11 декабря 2024 года задержан в кабинете следователя в здании Следственного комитета России. 
12 декабря 2024 года Басманный суд города Москвы принял решение о заключении под стражу экс-губернатора Рязанской области. Он обвиняется в совершении коррупционного преступления. По версии следственных органов, Любимов в период губернаторства получил взятку в особо крупном размере (общая сумма взяток, которая указана в деле составляет 250 млн рублей) «в виде денег и иного имущества за общее покровительство и попустительство по службе». 
5 февраля 2025 года Мосгорсуд отклонил ходатайство Любимова об изменении меры пресечения и оставил его в СИЗО.